# Zotye Nómada
El Zotye Nómada es un pequeño SUV de 5 puertas, producido en un acuerdo con las firmas japonesas Daihatsu y Mitsubishi en conjunto con la Zhejiang Tech-New Group, llamada ahora Zotye Auto, con base en la provincia de Zhejiang, en la China.

## Historia
Su carrocería es una exacta copia de la usada en el Daihatsu Terios, pero su mecánica hace uso extensivo de partes de terceros, por ejemplo; su motor es de origen Mitsubishi, y su transmisión es de procedencia surcoreana. 
El código del proyecto era el del número XS6402. Su salida al mercado estuvo marcada por coincidir con el inicio de los Juegos olímpicos de Beijing 2008. Otros fabricantes chinos hicieron copias exactas del vehículo japonés, como es el caso de la Huali, con su modelo Dario y la fábrica Anhui Anchi Motor, en las que se nota el extensivo "maquillaje" hecho a sus frontales en la parrilla, que difiere considerablemente de la instalada en su original. En el Zotye Nómada, cambia la mascarilla frontal manteniéndose los placajes de los laterales que son exactos al vehículo japonés, ya que a la salida del nuevo Terios en el mercado mundial, las planchas de estampado del modelo anterior quedarían sin uso; siendo posteriormente compradas, junto a sus partes asociadas de manos de la planta de la Daihatsu Motor Co., Ltd. de Japón. En el año 2006 cuando la DMC lanzó al mercado la nueva generación del Terios, lo único que no se le vendería a la firma china sería el motor, por lo que hacen uso del montado en una generación del Lancer anterior. Este es un motor de 4 cilindros con sistema de inyección electrónica, el cual es denominado 4G13 / 4G15  4G18 dependiendo del cubicaje, de una cilindrada de entre 1.3L (108 Nm) a 1.5L (134 Nm) respectivamente. 
Ahora hay una variante con impulsión eléctrica en el mercado, y en la última versión se dispone de interiores y accesorios externos modificados, junto a mejoras en su desempeño y sistemas de seguridad, como airbags para pasajeros y una versión con motor diésel; ante una posible llegada al estricto mercado europeo.
Este vehículo fue lanzado en los mercados de ultramar, incluyendo Sudáfrica; en el año 2008.
En Colombia, Venezuela y Ecuador fue lanzado en 2007 (fue comercializado como Zotye XS o Nómada, en Ecuador) por Cinascar para el mercado suramericano y en otros países como Chile y Perú por importadores independientes. En Chile fue vendido como Zotye Hunter. 
En Venezuela Cinascar suspendió operaciones comerciales en el año 2010 debido a la prohibición de importación de vehículos impuesta por el Gobierno Bolivariano. En Colombia llegan a ser vehículos ICONICOS con parte de historia de dicho país, algunos vehículos Zotye Dadi Nomada registrados como automóvil los cuales están exentos del 50% de impuestos SOAT, adicional formaron parte de la empresa Cinascar de Carlos Mattos.